# カーニフェックス
カーニフェックス (Carnifex) はアメリカ合衆国カルフォルニア州サンディエゴのデスコアバンドである。2005年に結成された。現在、ニュークリア・ブラストと契約しており、8枚のスタジオ・アルバムを発売している。バンド名はラテン語から借用された古英語のäúexecutionerに由来し、「死刑執行人(executioner)」を意味する。

## 経歴
カーニフェックスは2005年末にカリフォルニア州フォールブルックで結成された。結成時のメンバーは、スコット・ルイス(ボーカル)、ショーン・キャメロン(ドラム)、リック・ジェームス(ギター)、ケヴィン・ヴァルガス(ベース)の4人。同年中にセルフタイトル のデモテープがリリースされた。同デモは、5つのトラックで構成されており、Enclave Recordsを通じて配布された。2006年9月、リック・ジェームス(ギター)、ケヴィン・ヴァルガス(ベース)の両名が脱退し、程なくして、スティーヴ・マクマホン(ベース)、トラヴィス・ホワイティング(ギター)が加入した。
2006年末に、『Love Lies in Ashes』というタイトルのEP盤を発売。Enclave Recordsを通じて発売されたが、同様に、iTunes の様なオンラインストアでも販売された。その後、バンドはフルアルバムの製作に着手し始める。 
2007年3月、アンダーグラウンドレーベルであるThis City Is Burning Recordsと契約。彼らのデビュー・フルアルバムとなる『Dead in My Arms』の録音作業を終える。このレコーディングの前に、現在のギタリストであるコーリー・アルフォードがリック・ジェームスに代わって加入している。『Dead in My Arms』録音時のメンバーはスコット・ルイス(ヴォーカル)、 ショーン・キャメロン(ドラム)、コーリー・アルフォード(ギター)、スティーヴ・マクホマン(ベース)である。
2007年7月12日、『Dead in My Arms』が発売される。それを契機として、フルタイムのツアーを開始した。このツアーには、ライヴ・ギタリストとして、ジェイク・アンダーソンが参加して、正式メンバーとなった。このツアーの期間中、Emmure、ホワイトチャペル、MyChildren MyBrideらと共にツアーを周っていた。そして、『Dead in My Arms』が商業的成功をおさめ、デスコア・ジャンルの人気が全土に浸透した事とが相俟って、ビクトリー・レコードに注目され契約する。また、2007年11月には、スティーヴ・マクマホン(ベース)とジェイク・アンダーソン(ギター)が離脱し、フレッド・カルデロン(ベース)、ライアン・グドムンド(ギター)が加入した。
2008年6月、セカンド・アルバム、『The Diseased and the Poisoned』が発売され、  ビルボードのトップ・ヒートシーカーズ・チャート上で19位を獲得した。『The Diseased and the Poisoned』の発売後には22ヶ国をツアーした。そのツアー・ライヴではザ・ブラック・ダリア・マーダーやDespised Icon、オビチュアリー、Unleashed、フィントロール、ウォーブリンガー、Parkway Drive、アンアース、Architects、ホワイトチャペル、プロテスト・ザ・ヒーロー、ブリーディング・スルー、ダーケスト・アワー、Impending Doom等のバンドと共にツアーを行った。
2009年11月28日、サードアルバム、『Hell Chose Me』のレコーディングを終える。2010年2月16日、『Hell Chose Me』がリリースされる。サードアルバムは米国のみで初週に3100枚以上を売り上げた。2010年9月に行われた、the 2010 Summer Slaughter Tourではこのアルバムの楽曲が演奏され、アンアース、オール・ザット・リメインズ、アズ・アイ・レイ・ダイングらと共にツアーを行った。2011年1月26日、ヴォーカリストのルイスは「我がバンドは新たなるアルバムの創造過程にある。」と発表した。ルイス曰く、「我々はニュー・アルバム作成に刻苦精励している。我々はHell Chose Meを越えねばならず、そして、貴方を落胆せしめてはならぬ事を承知している!あらゆる面に於いて、より一層重厚で、益々暗澹とし、格段と怒り狂ったものとなろう!(原文: Lewis announced, that the band were in the process of writing a new record; "We've been working hard on the new record. We know we have to top Hell Chose Me and were NOT letting you down! Heavier, darker and more pissed in every way (sic)."2011年2月3日、 Names Mean Nothingと名付けられた米国のツアーに乗り出し、Oceano, The Tony Danza Tapdance Extravaganza , Within the Ruins等の数々のエクストリームメタルバンドが助演した。
2011年8月24日、ニュー・アルバムの題名は『Until I Feel Nothing』となる事を発表し、「最新アルバムの音楽性は、これまでの3つのスタジオ・アルバムを聴いている内にインスパイアされた為、3つのアルバム全ての音楽スタイルを1つのアルバムに統合した感じのものとなっている。」と述べている。(原文: He stated that its sound was inspired while listening to the band's three studio albums and felt like combining all of its style to one record.)
| 「 | 全ての曲が完成した時の事を考えさせてくれ。我は何者かが「追憶に耽るべく、記憶の線路を逍遥しても、袋小路で、何も思い出せない。」と宣うのを聴いた。我々のニュー・アルバムは'Until I Feel Nothing'と題する。生涯中で斯様な窮境に陥った場合を示唆するアルバム名である。 | 」 |

| 「 | (原文)Got me thinking about where I was at in life when all those songs were written. I heard someone say 'A walk down memory lane is a dead end.' Our new record is titled 'Until I Feel Nothing'. Its about a whole life lived at that dead end. | 」 |

## メンバー
現在のメンバー
- ショーン・キャメロン – drums, keyboards (founding member)
- スコット・ルイス – lead vocals (founding member)
- コーリー・アルフォード – guitars (since 2007)
- フレッド・カルデロン – bass guitar (since 2007)

過去に在籍していたメンバー
- リック・ジェームス – guitars (2005 - 2007)
- ケヴィン・ヴァルガス – bass guitar (2005 - 2006)
- スティーヴ・マクホマン – bass guitar (2006 - 2007)
- トラヴィス・ホワイティング – guitars (2006)
- ジェイク・アンダーソン – lead guitar (2007)
- ライアン・グドムンド – lead guitar (2007 - 2013)
- ジョーダン・ロッコリー – lead guitar (2013–2020)

## ディスコグラフィー
スタジオアルバム
- Dead in My Arms (This City Is Burning, 2007)
- The Diseased and the Poisoned (Victory, 2008)
- Hell Chose Me (Victory, 2010)
- Until I Feel Nothing (Victory, 2011)
- Die Without Hope (Nuclear Blast, 2014)
- Slow Death (Nuclear Blast, 2016)
- World War X (Nuclear Blast, 2019)
- Graveside Confessions (Nuclear Blast, 2021)

EP盤
- Love Lies in Ashes (This City Is Burning, 2006)
- Bury Me in Blasphemy (Nuclear Blast, 2018)

デモテープ
- Carnifex (Enclave, 2005)

## ビデオグラフィー
| Year | Title                  | Director       |
| ---- | ---------------------- | -------------- |
| 2007 | "Lie to My Face"       | Robby Starbuck |
| 2008 | "Answers in Mourning"  | Scott Hansen   |
| 2010 | "Hell Chose Me"        | Jacob Avignone |
| 2010 | "Sorrowspell"          | Jacob Avignone |
| 2011 | "Until I Feel Nothing" | Scott Hansen   |

## 参照
1. ↑  “Carnifex - EP by Carnifex”.  iTunes. 2011年7月23日閲覧。
2. ↑  Billboard, allmusic. Retrieved 2012-07-15.
3. ↑  “Carnifex (CA) Prepares To Release New Album "Hell Chose Me;" Announces European & American Dates”.   hardtimes.ca. 2011年7月23日閲覧。
4. 1 2  “CARNIFEX: New Video Interview With SCOTT LEWIS”.   Blabbermouth. 2011年7月23日閲覧。
5. ↑  Unearth Announces North American Tour Dates With Carnifex And All That Remains - in Metal News MetalUnderground.com. Retrieved 2011-04-03.
6. ↑  “Carnifex To Headline The "Names Mean Nothing Tour"”.   MetalUnderground.com. 2011年7月23日閲覧。
7. ↑  “Carnifex Reveal New Album Title”.   ThePRP.com. 2011年8月28日閲覧。